# Marietta de Pourbaix-Lundin
Marietta Anna Therese de Pourbaix-Lundin, född de Pourbaix 15 augusti 1951 i Landskrona, är en svensk politiker (moderat), som var riksdagsledamot 1995–2014.
I riksdagen var hon bland annat ledamot i skatteutskottet 1998–2002 och bostadsutskottet 2002–2006. Pourbaix-Lundin var ordförande i Europarådets svenska delegation 2010–2014 (även ledamot 2006–2010).
Pourbaix-Lundin är fil. kand. Hon gick med i Moderaterna 1978. Under mandatperioden 1991–1994 var hon kommunalråd i Haninge kommun, varav under ett drygt år 1993–1994 som kommunstyrelsens ordförande. 1993 medverkade hon till bildandet av ett blocköverskridande styre, med Socialdemokraterna, Moderaterna och Folkpartiet, för att hantera de stora ekonomiska problem som kommunen hade vid denna tidpunkt.